# Kristina Rihanoff
Kristina Rihanoff (en ruso: Кристина Пшеничных; Vladivostok, 22 de septiembre de 1977) es una bailarina de salón, coreógrafa y autora rusa, famosa por haber sido una de las bailarinas profesionales del programa de baile Strictly Come Dancing de BBC One.

## Primeros años
Rihanoff, hija de dos ingenieros, nació y creció en Vladivostok, Rusia, y comenzó a tomar clases de baile a partir de los 5 años. Sus padres se divorciaron cuando ella tenía 12 años, durante la época en que se produjo la separación de la Unión Soviética. Viviendo con su madre, a los 15 años se convirtió en instructora de danza a tiempo parcial para ayudar al presupuesto familiar, ganando en un día lo que su madre profesionalmente educada podría ganar en un mes. Es licenciada en turismo y hostelería; después de terminar la escuela pública, estudió con la Rama de la Academia Humanitaria Moderna de San Petersburgo, que tiene varios colegios en Rusia, incluido Vladivostok.

## Carrera

### Carrera temprana
A los 21 años, le pidieron que se convirtiera en instructora de bailarines rusos residentes en los Estados Unidos. También realizó exhibiciones e instruyó en clases de baile por las noches. Desarrolló su carrera en los próximos años a través de una combinación de enseñanza y desempeño en los Estados Unidos, así como de coreografías en China, Hong Kong y Japón.
Continuando con su carrera profesional de danza, ganó el primer lugar en el South African International Latin Championship (2005–2006), el segundo lugar en el US National American Rhythm Finals (2003–2005), el segundo lugar en el Abierto Mundial del Campeonato de Mambo (2003–2004)  y fue semifinalista en el Abierto Mundial de Blackpool Dance Festival en 2007.
Después de asociarse con el profesional estadounidense Brian Fortuna, ha bailado en el Reino Unido con Robin Windsor desde 2011.

### Strictly Come Dancing
Rihanoff compitió en Strictly Come Dancing desde la serie 6 en 2008, donde fue emparejada con el locutor político John Sergeant, quien decidió retirarse de la serie en la décima semana. Para la serie 7 fue emparejada con el boxeador profesional Joe Calzaghe, siendo eliminados en la quinta semana de la competencia y quedando en el undécimo puesto.
En 2010, fue pareja del DJ Goldie para la serie 8, siendo los primeros eliminados y quedando en el decimocuarto puesto. Kristina participó y ganó el Especial de Navidad del programa en diciembre de ese mismo año, formando pareja con el actor John Barrowman. Al año siguiente compitió en la serie 9 donde fue emparejada con el actor y cantante Jason Donovan, llegando a la final y terminando en el tercer puesto.
Para la serie 10 fue pareja del actor Colin Salmon, con quien fue eliminada en la quinta semana finalizando en el undécimo puesto. En 2013, formó pareja con el rugbista Ben Cohen para la serie 11, siendo la octava pareja en ser eliminada y quedando en el octavo puesto.
En 2014, Rihanoff fue emparejada para la serie 12 con el cantante de Blue, Simon Webbe; ellos lograron llegar a la final de la competencia y finalizaron en el segundo puesto, detrás de Caroline Flack y Pasha Kovalev. Al siguiente año, fue emparejada con el cantautor y presentador Daniel O'Donnell para la serie 13, siendo la tercera pareja en ser eliminada de la competencia y quedando en el puesto trece. Esta fue la última serie de Rihanoff, anunciándose antes de la serie 14 su retiro del programa.

#### Rendiemiento
| Serie | Pareja           | Puesto | Promedio |
| ----- | ---------------- | ------ | -------- |
| 6     | John Sergeant    | 7.º    | 19.71    |
| 7     | Joe Calzaghe     | 11.º   | 18.40    |
| 8     | Goldie           | 14.º   | 23.00    |
| 9     | Jason Donovan    | 3.º    | 34.79    |
| 10    | Colin Salmon     | 11.º   | 24.80    |
| 11    | Ben Cohen        | 8.º    | 27.44    |
| 12    | Simon Webbe      | 2.º    | 33.13    |
| 13    | Daniel O'Donnell | 13.º   | 22.75    |

- Serie 6 con John Sergeant

| Semana | Baile / Canción                      | Puntajes de los jueces | Puntajes de los jueces | Puntajes de los jueces | Puntajes de los jueces | Resultado   |
| Semana | Baile / Canción                      | C.R.                   | A.P.                   | L.G.                   | B.T.                   | Resultado   |
| ------ | ------------------------------------ | ---------------------- | ---------------------- | ---------------------- | ---------------------- | ----------- |
| 1      | Vals / «Come Away With Me»           | 5                      | 5                      | 6                      | 6                      | Salvados    |
| 3      | Tango / «Boulevard of Broken Dreams» | 3                      | 6                      | 6                      | 7                      | Salvados    |
| 5      | Samba / «Papa Loves Mambo»           | 2                      | 4                      | 5                      | 5                      | Salvados    |
| 6      | Pasodoble / «Concierto de Aranjuez»  | 3                      | 6                      | 6                      | 6                      | Salvados    |
| 7      | Foxtrot / «I Wanna Be Loved by You»  | 3                      | 5                      | 6                      | 6                      | Salvados    |
| 8      | Chachachá / «Twist and Shout»        | 1                      | 3                      | 4                      | 4                      | Salvados    |
| 9      | American smooth / «True Love Ways»   | 5                      | 6                      | 7                      | 7                      | Salvados    |
| 10     | —                                    | —                      | —                      | —                      | —                      | Abandonaron |

- Serie 7 con Joe Calzaghe

| Semana | Baile / Canción                  | Puntajes de los jueces | Puntajes de los jueces | Puntajes de los jueces | Puntajes de los jueces | Resultado  |
| Semana | Baile / Canción                  | C.R.                   | L.G.                   | A.D.                   | B.T.                   | Resultado  |
| ------ | -------------------------------- | ---------------------- | ---------------------- | ---------------------- | ---------------------- | ---------- |
| 1      | Tango / «Cite Tango»             | 2                      | 5                      | 5                      | 4                      | Salvados   |
| 1      | Chachachá / «Chain of Fools»     | 2                      | 5                      | 5                      | 4                      | Salvados   |
| 3      | Pasodoble / «Livin' on a Prayer» | 3                      | 5                      | 6                      | 5                      | Salvados   |
| 4      | Foxtrot / «Feeling Good»         | 3                      | 6                      | 6                      | 5                      | Salvados   |
| 5      | Jive / «Rock This Town»          | 4                      | 6                      | 6                      | 5                      | Eliminados |

- Serie 8 con Goldie

| Semana | Baile / Canción                  | Puntajes de los jueces | Puntajes de los jueces | Puntajes de los jueces | Puntajes de los jueces | Resultado       |
| Semana | Baile / Canción                  | C.R.                   | L.G.                   | A.D.                   | B.T.                   | Resultado       |
| ------ | -------------------------------- | ---------------------- | ---------------------- | ---------------------- | ---------------------- | --------------- |
| 1      | Chachachá / «TiK ToK»            | 3                      | 6                      | 6                      | 5                      | Sin eliminación |
| 2      | Foxtrot / «The Business of Love» | 6                      | 7                      | 7                      | 6                      | Eliminados      |

- Serie 9 con Jason Donovan

| Semana                                                                | Baile / Canción                           | Puntajes de los jueces  | Puntajes de los jueces  | Puntajes de los jueces  | Puntajes de los jueces  | Resultado       |
| Semana                                                                | Baile / Canción                           | C.R.                    | L.G.                    | A.D.                    | B.T.                    | Resultado       |
| --------------------------------------------------------------------- | ----------------------------------------- | ----------------------- | ----------------------- | ----------------------- | ----------------------- | --------------- |
| 1                                                                     | Chachachá / «Gimme Some Lovin'»           | 8                       | 8                       | 8                       | 8                       | Sin eliminación |
| 2                                                                     | Foxtrot / «Why Don't You Do Right»        | 8                       | 8                       | 9                       | 8                       | Salvados        |
| 3                                                                     | Tango / «I Will Survive»                  | 9                       | 9                       | 9                       | 9                       | Salvados        |
| 4                                                                     | Pasodoble / «I Want It All»               | 6                       | 7                       | 7                       | 7                       | Salvados        |
| 5                                                                     | Quickstep / «Bewitched»                   | 9                       | 9                       | 10                      | 9                       | Salvados        |
| 6                                                                     | Rumba / «Killing Me Softly with His Song» | 6                       | 81                      | 7                       | 7                       | Salvados        |
| 7                                                                     | Vals vienés / «Iris»                      | 8                       | 9                       | 9                       | 9                       | Salvados        |
| 8                                                                     | Jive / «Wake Me Up Before You Go-Go»      | 8                       | 8                       | 9                       | 9                       | Salvados        |
| 9                                                                     | Charlestón / «Yes Sir, That's My Baby»    | 9                       | 9                       | 9                       | 9                       | Salvados        |
| 9                                                                     | Swing-atón / «Chattanooga Choo Choo»      | Ganaron 4 puntos extras | Ganaron 4 puntos extras | Ganaron 4 puntos extras | Ganaron 4 puntos extras | Salvados        |
| 10                                                                    | American smooth / «Singin' in the Rain»   | 9                       | 9                       | 9                       | 10                      | Dos últimos     |
| 11 (Semifinal)                                                        | Samba / «Blame It on the Boogie»          | 8                       | 9                       | 9                       | 8                       | Salvados        |
| 11 (Semifinal)                                                        | Tango argentino / «Assassin's Tango»      | 10                      | 10                      | 10                      | 10                      | Salvados        |
| 12 (Final)                                                            | Tango / «I Will Survive»                  | 9                       | 10                      | 10                      | 9                       | Tercer puesto   |
| 12 (Final)                                                            | Showdance / «Dancin' Fool»                | 10                      | 10                      | 10                      | 10                      | Tercer puesto   |
| 1Puntaje dado por la juez invitada Jennifer Grey en lugar de Goodman. |                                           |                         |                         |                         |                         |                 |

- Serie 10 con Colin Salmon

| Semana | Baile / Canción                           | Puntajes de los jueces | Puntajes de los jueces | Puntajes de los jueces | Puntajes de los jueces | Resultado       |
| Semana | Baile / Canción                           | C.R.                   | D.B.                   | L.G.                   | B.T.                   | Resultado       |
| ------ | ----------------------------------------- | ---------------------- | ---------------------- | ---------------------- | ---------------------- | --------------- |
| 1      | Chachachá / «I Got You (I Feel Good)»     | 4                      | 7                      | 6                      | 6                      | Sin eliminación |
| 2      | Vals vienés / «Kiss from a Rose»          | 6                      | 6                      | 6                      | 6                      | Salvados        |
| 3      | Tango argentino / «GoldenEye»             | 7                      | 7                      | 6                      | 6                      | Salvados        |
| 4      | Salsa / «Superstition»                    | 5                      | 7                      | 6                      | 6                      | Dos últimos     |
| 5      | Foxtrot / «Ac-Cent-Tchu-Ate the Positive» | 6                      | 7                      | 7                      | 7                      | Eliminados      |

- Serie 11 con Ben Cohen

| Semana | Baile / Canción                           | Puntajes de los jueces | Puntajes de los jueces | Puntajes de los jueces | Puntajes de los jueces | Resultado       |
| Semana | Baile / Canción                           | C.R.                   | D.B.                   | L.G.                   | B.T.                   | Resultado       |
| ------ | ----------------------------------------- | ---------------------- | ---------------------- | ---------------------- | ---------------------- | --------------- |
| 1      | Chachachá / «Love Me Again»               | 3                      | 5                      | 6                      | 6                      | Sin eliminación |
| 2      | Vals / «What the World Needs Now Is Love» | 6                      | 6                      | 7                      | 6                      | Salvados        |
| 3      | Rumba / «Make You Feel My Love»           | 7                      | 7                      | 7                      | 7                      | Salvados        |
| 4      | Salsa / «Hard to Handle»                  | 8                      | 8                      | 8                      | 7                      | Salvados        |
| 5      | Quickstep / «I'll Be There For You»       | 6                      | 7                      | 7                      | 7                      | Salvados        |
| 6      | Pasodoble / «Supermassive Black Hole»     | 7                      | 8                      | 9                      | 8                      | Salvados        |
| 7      | Jive / «Jump, Jive an' Wail»              | 4                      | 7                      | 8                      | 7                      | Salvados        |
| 8      | American smooth / «Fallin'»               | 8                      | 8                      | 8                      | 8                      | Salvados        |
| 9      | Charlestón / «No Diggity»                 | 6                      | 7                      | 7                      | 7                      | Eliminados      |

- Serie 12 con Simon Webbe

| Semana                                           | Baile / Canción                                 | Puntajes de los jueces | Puntajes de los jueces | Puntajes de los jueces | Puntajes de los jueces | Resultado       |
| Semana                                           | Baile / Canción                                 | C.R.                   | D.B.                   | L.G.                   | B.T.                   | Resultado       |
| ------------------------------------------------ | ----------------------------------------------- | ---------------------- | ---------------------- | ---------------------- | ---------------------- | --------------- |
| 1                                                | Jive / «Good Golly Miss Molly»                  | 6                      | 7                      | 7                      | 7                      | Sin eliminación |
| 2                                                | Tango / «Sing»                                  | 5                      | 7                      | 7                      | 7                      | Salvados        |
| 3                                                | Rumba / «Take My Breath Away»                   | 4                      | 6/71                   | 6                      | 7                      | Dos últimos     |
| 4                                                | Charlestón / «My Old Man (Said Follow the Van)» | 7                      | 8                      | 8                      | 8                      | Salvados        |
| 5                                                | Vals vienés / «Somebody To Love»                | 7                      | 7                      | 7                      | 7                      | Dos últimos     |
| 6                                                | Pasodoble / «Poison»                            | 6                      | 7                      | 8                      | 8                      | Salvados        |
| 7                                                | Quickstep / «I Got Rhythm»                      | 7                      | 9                      | 9                      | 8                      | Salvados        |
| 8                                                | Tango argentino / «El Tango de Roxanne»         | 8                      | 10                     | 10                     | 10                     | Salvados        |
| 9                                                | Salsa / «Let's Hear It For The Boy»             | 9                      | 9                      | 9                      | 9                      | Salvados        |
| 10                                               | Vals / «Edelweiss»                              | 9                      | 10                     | 10                     | 9                      | Salvados        |
| 11                                               | American smooth / «Heartache Tonight»           | 8                      | 9                      | 9                      | 9                      | Dos últimos     |
| 12                                               | Samba / «I Like To Move It»                     | 6                      | 8                      | 9                      | 7                      | Salvados        |
| 12                                               | Foxtrot / «My Guy»                              | 9                      | 10                     | 10                     | 9                      | Salvados        |
| 13                                               | Charlestón / «My Old Man (Said Follow the Van)» | 9                      | 10                     | 10                     | 10                     | Salvados        |
| 13                                               | Showdance / «A Little Less Conversation»        | 9                      | 10                     | 10                     | 10                     | Salvados        |
| 13                                               | Tango argentino / «El Tango de Roxanne»         | 10                     | 10                     | 10                     | 10                     | Segundo puesto  |
| 1Puntaje dado por el juez invitado Donny Osmond. |                                                 |                        |                        |                        |                        |                 |

- Serie 13 con Daniel O'Donnell

| Semana | Baile / Canción                        | Puntajes de los jueces | Puntajes de los jueces | Puntajes de los jueces | Puntajes de los jueces | Resultado       |
| Semana | Baile / Canción                        | C.R.                   | D.B.                   | L.G.                   | B.T.                   | Resultado       |
| ------ | -------------------------------------- | ---------------------- | ---------------------- | ---------------------- | ---------------------- | --------------- |
| 1      | Vals / «When Irish Eyes Are Smiling»   | 4                      | 6                      | 7                      | 7                      | Sin eliminación |
| 2      | Charlestón / «Let's Misbehave»         | 5                      | 6                      | 6                      | 6                      | Salvados        |
| 3      | Chachachá / «Summer Nights»            | 4                      | 6                      | 6                      | 5                      | Salvados        |
| 4      | American smooth / «Fly Me to the Moon» | 5                      | 6                      | 6                      | 6                      | Eliminados      |

### Giras y producciones teatrales
Rhianoff participó en el Stricty Come Dancing Live Tour de 2009 a 2015. En 2009 bailó junto a su compañero bailarín profesional, Matthew Cutler, y se presentó con Lilia Kopylova en un espectáculo, acompañando a Julian Clary. En la gira de 2010, Rihanoff fue emparejada con el ganador de la serie 4, Mark Ramprakash; ellos bailaron salsa y tango argentino. En la gira de 2011, Rihanoff fue emparejada con el actor Jimi Mistry, donde bailaron goxtrot y pasodoble. En 2012, 2014 y 2015, Rhianoff se reunió con sus compañeros de baile de la serie de televisión, Jason Donovan, Ben Cohen y Simon Webbe, respectivamente. Rhianoff y Webbe ganaron la gira general en 2015.
En 2012, Kristina y Robin se unieron a su compañero profesional Artem Chigvintsev y a la exparticipante de Strictly, Kara Tointon, para el primer Dance To The Music Tour.

### Otros proyectos
En el verano de 2015, Rihanoff y Windsor participaron en la producción de Touring Theatre de Puttin' On The Ritz, así como en los fines de semana de baile en todo el condado.
Rihanoff coreografía una serie de obras de danza profesional y comercial. Estos han incluido a Burn the Floor y Dancing on Wheels, las cuales ella coreografió junto con Fortuna. También ha coreografiado rutinas de baile dentro de los comerciales de televisión, incluidos los de la loción bronceadora St Tropez, los sostenes Panache y los cosméticos MeMeMe.
Rihanoff ha escrito un libro titulado The Art of Dancesport Makeup para los recién llegados a la competencia de baile de salón, un tema que estudió ampliamente en Rusia. Rihanoff participó en el especial de Strictly Come Dancing, Weakest Link de 2008. La columna semanal de Kristina en Best Magazine  durante cada temporada ha demostrado ser enormemente popular. Ella aparece regularmente en los medios de comunicación principales, como Hello Magazine, Heat Magazine, OK, Best Magazine, Let's Talk, etc.
Kristina ha aparecido en la versión de celebridades de Mastermind', con su tema especializado que fue Patrick Swayze. Ella también ha aparecido en el programa The Hairy Bikers, cocinando el plato tradicional ruso Borscht. Coreografió un par de anuncios de televisión del Reino Unido, incluyendo el comercial de BT y también Aviva Insurance.
El 5 de enero de 2016, Rihanoff se convirtió en una participante de la serie 17 de Celebrity Big Brother. El día 3, ella anunció, en la casa, que ella y su novio Ben Cohen estaban esperando un hijo. Los dos eran compañeros de baile en la serie 2013 de Strictly Come Dancing y, en ese momento, Cohen todavía estaba casado con su exesposa Abby. El 19 de enero de 2016, Rihanoff se convirtió en la tercera concursante eliminada, habiendo pasado un total de quince días en la casa.
En 2017, dirigió y coreografió la gira Dance To The Music. La gira contó con la participación de Rihanoff y Robin Windsor, Oksana Platero, Jonathan Platero y seis bailarines profesionales más de clase mundial. En septiembre de ese año, Kristina lanzó su línea de moda en colaboración con Pia Michi.

## Caridad
Kristina es una patrocinadora de la organización benéfica para niños llamada The Dot Com Foundation, que ayuda a los niños a enfrentar situaciones de riesgo, ya sea violencia dentro del hogar, para fomentar la confianza.

## Vida personal
En enero de 2016, se anunció que ella junto a su expareja de baile de Strictly Come Dancing, Ben Cohen, tuvieron su primer hijo juntos, una niña llamada Milena Rihanoff-Cohen.